# Lagmann Godredsson
No confundir con Lagman de Mann, hijo de Godred Crovan.
Lagmann Godredsson o Lagmann mac Gofraid (nórdico antiguo: Lögmaðr) fue un caudillo hiberno-nórdico, posiblemente hijo de Gofraid mac Arailt y rey vikingo de Mann. El cronista Guillermo de Jumièges le citó como «rey de los suecos», probablemente por error en lugar de «rey de las Sudreys», el término escandinavo para las Hébridas (nórdico antiguo: Suðreyjar). Magnus III de Noruega lanzó una campaña de guerra para frenar el caos desatado en los archipiélagos del norte, y capturó a Lagmann cuando llegó a Lewis. Fue expulsado como rey de Mann en 1005, posiblemente por Brian Boru.

## Herencia
Según Cogad Gáedel re Gallaib, Lagmann tuvo un hijo llamado Amlaíb mac Lagmann (o Lagmainn) que murió en la batalla de Clontarf en 1014, luchando «con guerreros de las Islas Hébridas».